# دائو ده جینگ

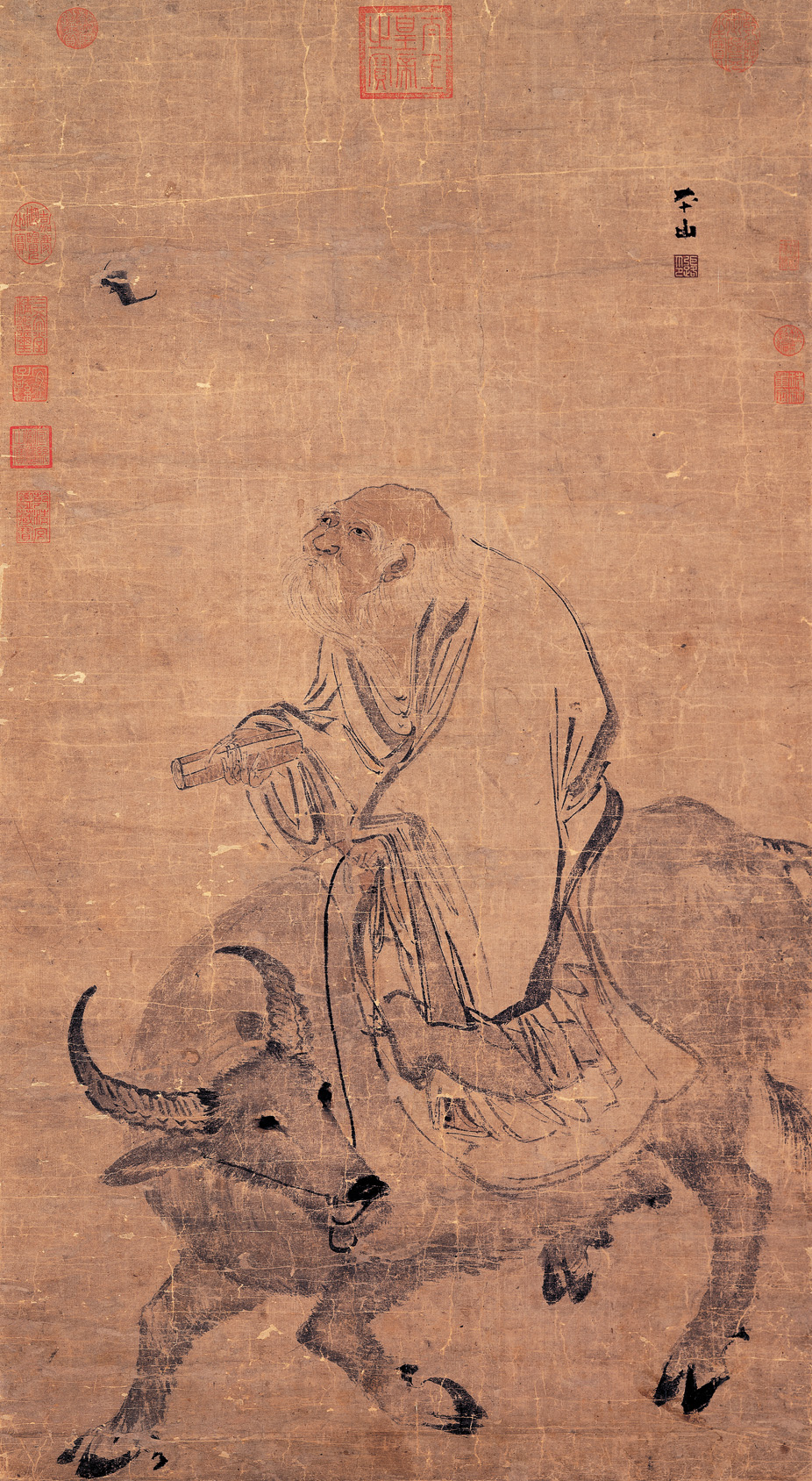
لائودْزی سوار بر گاو، اثر جّانگ لُو، نقاش عصر حکومت مینگ

دائو دِه جینگ یا تائو تِه چینگ، (چینی سنّتی: 道德經؛ نویسه‌های چینی ساده‌شده: 道德经؛ هانسی: دائودِه‌جینگ؛ هان‌یِو پین‌یین: Dàodéjīng) قابل تجزیه به «دائو» در معنی راه، «ده» در معنی فضیلت و «جینگ» در معنی کتاب رسمی، ترجمه‌شده به «دفتر دائو و دِه» یا «دفتر حق و راستی» یا در عرفی‌ترین ترجمه‌ها «دفتر یا کتاب راه و فضیلت» اثر حکیم بزرگ چینی، لائودْزی (لائوتزه یا لائوتسه) در حدود قرن پنجم یا ششم ق‍. م‍. است.
این دفتر مشتمل است بر تعالیمی در هشتاد و یک بند که همه ترکیبی است از نظم و نثر، شعر و حکمت، عرفان و زندگی روزانه، تدبیر مُلک و تدبیر تَن. در آیین دائویی، این دفتر را کتابی مقدس و لائودْزی را ظهور و بروز ایزد لائوجِوین می‌دانند. در طول سده‌ها، هنرمندان چینی اعم از شاعران، خوشنویسان، نگارگران و حتی باغبانان از مطالب این کتاب برای کارهای خود الهام گرفته‌اند. تأثیر آن از آسیای شرقی نیز فراتر رفته و یکی از کتاب‌هایی است که به بیشترین زبان‌ها برگردان شده‌است.
دائو دِه جینگ دربردارنده نزدیک به ۵۰۰۰ کاراکتر در ۸۱ فصل کوتاه چندخطی (جّانگ 章) است. کتاب دارای دو بخش است؛ بخش اول آن دائو جینگ (道經، از فصل ۱ تا ۳۷) عمدتاً به مابعدالطبیعه و بخش دوم آن دِه جینگ (德經، از فصل ۳۸ تا ۸۱) به تدبیر مُلک و نفس می‌پردازد. درونمایه کلی کتاب حکمت ذوقی و عرفانی است.
محور تعالیم دائو دِه جینگ بر «دائو» است یعنی «حقیقت همه حقائق» و «مبدأ همه مبادی». کلمهٔ «دائو» را از آنجایی که به امری تعریف ناشدنی اشاره دارد، همیشه ترجمه ناشده رها می‌کنند. «دائو» را آنجا که ترجمه کرده‌اند، معمولاً به «راه» برگردانده‌اند. به‌نزدیکِ لائو دْزی اصطلاح «دائو»، به راه یا روش محدود نیست، بلکه «علّت متعالی اولی» است: «یگانگی ازلی»، امر غیرقابل وصف، بی زمان، مبداءِ همه‌جاییِ گیتی، آنکه جهان را برپا می‌دارد بی‌آنکه از خود چیزی خرج کند، آنکه جهان را نگاه می‌دارد و مهار آن را به دست دارد.
لائودْزی راجع به «شِّنگ ژِن» یا «انسان مقدس» یا «انسان فرهمند» یا در عرفی‌ترین ترجمه‌ها «انسان فرزانه» سخن می‌گوید. این مفهوم یکی از مفاهیم کلیدی جهان بینی فلسفی او است و بدین ترتیب نقش بسیار مهمی را در تفکر او ایفا می‌کند. «انسان مقدس» کسی است که به عالی‌ترین مرتبهٔ شهود حق نائل آمده باشد، تا حدی که با آن کاملاً وحدت یافته باشد و بر همین اساس هم در این جهان رفتار کنند یعنی براساس مقتضیات حق که او را در خود ساری می‌یابد. خلاصه مطلب آنکه او تجسم انسانی حق است. جالب است در این پیوند گفته شود که در دائو دِه جینگ از انسان مقدس به عنوان حاکم کشور یا شاه سخن رفته و این ترادف (قدیس = شاه) به گونه صورت بسته گویی که عرف عام آن را چنین می‌شمرده و مسئله مسلم بوده‌است.

## تاریخچه
مورخین چینی از کهن‌ترین ایام، از زمان مورخ مشهور حکومت هان، سی‌ماچیِن، لائودْزی را معاصر و تعلیم دهندهٔ کنفسیوس (۵۵۱–۴۷۹ ق‍. م‍.) دانسته‌اند. در مطالعات مدرن، کهن‌ترین نسخهٔ یافت شده از دائو دِه جینگ متعلق است به قرن چهارم ق‍. م‍. و بنابراین بعضی بر قدمتی کهن‌تر از این برای دائو دِه جینگ تردید کرده‌اند.
در قصص چنین آمده که «لائودْزی» در آن هنگام که کار و بار دنیا را به قصد عزلت در کوهستان‌های غرب رها کرده بود، «نگهبان مرزی» از وی التماس می‌کند که اندکی توقف کند و دفتری مشتمل بر تعلیماتش بنگارد. نتیجهٔ این توقف دفتری است در باب «دائو» و «دِه»، «حق» و «راستی».

## ترجمه‌ها
محتوای دائو دِه جینگ بر اهل حکمت و مترجمان همواره موضوعی است جدل‌برانگیز. بیش از هفتصد شرح و تفسیر در سننِ حِکْمیِ شرقِ دور بر «دائودِه‌جینگ» نوشته‌اند و آن را بیش از دویست و پنجاه بار به زبان‌های غربی ترجمه کرده‌اند. دفتری که یقیناً از حیرت برانگیزترین و معمّایی‌ترین کتاب‌ها است.

### ترجمه به فارسی
دائو دِه جینگ چندین بار به زبان فارسی ترجمه شده‌است. این ترجمه‌ها به جز چند مورد اصیل و مطمئن نبوده‌‌است و مترجمان ایرانی غالباً خام‌ترین و سطحی‌ترین ترجمه‌های انگلیسی را برای ترجمه انتخاب کرده‌اند. به عنوان مثال ترجمهٔ اورسولا لو گویین نویسندهٔ داستان‌های علمی-تخیلی که راسل کِرکلند، استاد مطالعات چین‌شناسی دانشگاه جورجیا، کار وی را خیال‌بافانه و محرّف خوانده، و یا ترجمهٔ استیون میشل یا ترجمهٔ لو گویین که تحریف را به مرز حذف کردن و جابجا کردن گزینشی پاره‌هایی از دائو دِه جینگ پیش برده‌اند و نه از مبانی زبانشناسی استواری برخوردارند و و نه با تعلیم سنّتی خویشاوندی دارند.
در میان ترجمه‌های باکیفیت‌تر فارس، «دائو راهی برای تفکر» ترجمه و گردآوری ع. پاشایی سعی کرده گامی به پیش نهد و به معانیِ دقیق‌تر اشعار نزدیک‌تر شود. او در این کار ترجمه‌ای کامل بر مبنای ترجمهٔ جّانگ جُنگ‌یِوئِن (که ترجمه‌ای غیروفادار است و بیشتر تفسیری است) ارائه داده و در مواقع اختلاف از میان ترجمه‌های انگلیسی موجود به عنوان تعلیقه بر هر بند، اشاراتی به دیگر ترجمه‌ها کرده‌است. در میان ترجمه‌های دیگری که استفاده کرده‌است، ترجمه‌های باکیفیت‌تر همچون کار دی. سی. لائو و لین یِوتانگ دیده می‌شود. البته در بسیاری موارد پاشایی گزینشی عمل کرده و حتی گاهی در اختلافات بسیار فاحش که خواننده انتظار دارد اختلافات ترجمه‌ها را ببیند، همۀ ترجمه‌ها را مد نظر قرار نداده‌است. و برعکس این هم مشهود است، یعنی، گاهی او ترجمه‌هایی را از چند مترجم آورده که با یکدیگر تفاوت چندانی ندارند و صرفاً از نظر به‌کارگیری الفاظ مترادف یا جابجایی دستوری و مانند آن متفاوت‌اند.
ترجمۀ فارسی دیگری با نام «راهیست، دائو ده جینگ» توسط سهند آقایی صورت گرفته‌است. وی مقدمه‌ای تحقیقی تطبیقی بر این کتاب نوشته و اشعار لائوتزه را بازسرایی کرده‌است. ترجمۀ آقایی از دیگر برگردان‌های فارسی بیشتر به شعربودن ۸۱ قطعه‌ی دائو ده جینگ وفادار مانده و نخستین ترجمه‌ای از این اثر است که منظوم‌بودن اصل باستانی و چینی آن را رعایت کرده است. آقایی در مقدمۀ خود نخست ده (فضیلت) و وو‌-وی (wu wei) یا بی‌کنشی را در دستگاه فکری دائوئیسم توضیح داده و تبیین کرده و سپس آن را با معنای اصطلاحی مسئله‌ی «پیمان» (=اعتدال و میانه‌روی در کارها) در متون فلسفی آئین مزدیسنا در ایران باستان مقایسه کرده و حتی واژۀ لائوتزه را به معنی «کودک پیر» با شخصیت زال در شاهنامه که مشاور پادشاهان کیانی است، قیاس کرده و به وجه سیاست‌نامه‌ای اثر پرداخته‌است.
نخستین‌بار ترجمۀ دائودِه جینگ از زبان چینی باستان توسط اسماعیل رادپور و بر مبنای (و همراه با) نسخهٔ هِه‌شّانگ‌گُنگ و با نظری به دیگر نسخِ کهن انجام گرفته‌است. این ترجمه با تعلیقاتی مفصل دربارهٔ معنی بعضی عبارات این دفتر، نکاتی مربوط به اختلافات نسخ، اشاراتی از تفاسیر نخستینِ پیران دائویی، نکات مربوط به ترجمه و اشتقاقات صوری و لفظی بعضی نویسه‌ها، شرح اصطلاحات مهم و مکرّرِ این دفتر، و همچنین مقدمه‌ای دربارهٔ «لائودْزی»، «دفتر دائو و دِه» و «سنّت دائویی» همراه است.
ترجمۀ فارسی دیگری از دائوده‌جینگ از اصل چینی توسط سلیمان بای جی سو مترجم چینی انجام شده‌است. بای جی سو مقدمه‌ای دربارۀ سیر اندیشۀ لائوزه و معنای دائو در زبان و اندیشۀ چینی به آن افزوده که در آن به تشریح فلسفۀ زندگی در مکتب لائوتسه پرداخته‌است. وی سپس در بخش دوم ترجمه‌ای فارسی از دو کتاب «دائو» و «دِه» از این متفکر عرضه کرده‌است. این کتاب در سال ۱۳۹۹ توسط شرکت انتشارات علمی-فرهنگی منتشر شده‌است.
جدول زیر نمونه‌هایی از ترجمه‌های فارسی دائو دِه جینگ را مقایسه می‌کند:
از بند یکم
| متن چینی         | متن و معنی کلمه‌به‌کلمه | 道可道，非常道。 道 (دائو، راه، پیمودن راه، گفتن) 可 (توانستن) 道 (دائو، راه، پیمودن راه، گفتن) 非 (/لفظ عامل/منفی‌ساز اسم/) 常 (ازلی-ابدی، همیشگی) 道 (دائو، راه، پیمودن راه، گفتن). |
| اسماعیل رادپور   | ترجمهٔ مستقیم          | آن دائو که بتوانندش گفت، «دائویِ سرمدی» نیست. |
| Zhang Zhongyuan  | متن انگلیسی           | The Tao that can be spoken of is not the Tao itself. |
| جّانگ جُّنگ‌یِوئِن     | ترجمهٔ ع. پاشایی       | دائوی که از او بگویند، خودِ دائو نیست. |
| Ursula K. LeGuin | متن انگلیسی           | The Way you can go isn't real way. |
| اورسلا کی. له‌گین | ترجمهٔ ع. پاشایی       | راهی که بشود رفت راه واقعی نیست. |
| Stephen Mitchell | متن انگلیسی           | The tao that can be told is not the eternal Tao |
| استیون میشل      | ترجمهٔ قهرمانی         | تائویی که بتوان آن را بر زبان آورد تائوی جاودان نخواهد بود. |

از بند دهم
| متن چینی         | معنی کلمه‌به‌کلمه | 天門開闔，能為雌乎？ 天 (آسمان) 門 (در، دروازه) 開 (باز، بازشدن) 闔 (بسته، بسته شدن)، 能 (توانستن) 為 (شدن، کردن، بودن) 雌 (پرندهٔ ماده) 乎 (/لفظ عامل/جزء پرسشی/)؟ |
| اسماعیل رادپور   | ترجمهٔ مستقیم    | از جهت باز و بسته شدنِ درهای آسمان، پرنده‌ای مادینه توانند گشت؟ |
| Zhang Zhongyuan  | متن انگلیسی     | Can you enter and leave the realm of Non-being and let these actions take place by themselves?                                                                     |
| جّانگ جُّنگ‌یِوئِن     | ترجمهٔ ع. پاشایی | می‌توانی آیا به قلمرو نبودن قدم نهی و بیرون آئی و این کارها را رها کنی که به خود انجام گیرد؟                                                                        |
| Ursula K. LeGuin | متن انگلیسی     | Opening, closing the Gate of Heaven, can you be like a bird with her nestlings?                                                                                    |
| اورسلا کی. له‌گین | ترجمهٔ ع. پاشایی | بازکردن و بستن دروازهٔ آسمان، می‌توانی مانندِ پرنده‌ای باشی با جوجگانش؟                                                                                                |
| Stephen Mitchell | متن انگلیسی     | Can you deal with the most vital matters by letting events take their course?                                                                                      |
| استیون میشل      | ترجمهٔ قهرمانی   | آیا می‌توانید در برخورد با مسائل مهم و حیاتی زندگی هیچ دخالتی نکنید و اجازه دهید آنچه باید، رخ بدهد؟                                                                |

از بند شانزدهم
| متن چینی         | معنی کلمه‌به‌کلمه | 沒身不殆。 沒 (/لفظ عامل/منفی‌ساز/) 身 (خود، نفس، تن) 不 (/لفظ عامل/منفی‌ساز فعل/) 殆 (خطر، خطرناک، به مخاطره انداختن) |
| اسماعیل رادپور   | ترجمهٔ مستقیم    | اگر بی‌خویشتن باشند، خطری در کار نخواهد بود.                                                                          |
| Zhang Zhongyuan  | متن انگلیسی     | Even when the body dies, it is not the end.                                                                          |
| جّانگ جُّنگ‌یِوئِن     | ترجمهٔ ع. پاشایی | مرگ تن، فرجام نیست.                                                                                                  |
| Ursula K. LeGuin | متن انگلیسی     | The body comes to its ending, but there is nothing to fear.                                                          |
| اورسلا کی. له‌گین | ترجمهٔ ع. پاشایی | تن به پایانش می‌رسد، باکی نیست.                                                                                       |
| Stephen Mitchell | متن انگلیسی     | when death comes, you are ready.                                                                                     |
| استیون میشل      | ترجمهٔ قهرمانی   | و چون مرگ فرا رسد، آماده‌اید.                                                                                         |

از بند پنجاه و نهم
| متن چینی         | معنی کلمه‌به‌کلمه | 治人事天莫若嗇。 治 (حکومت کردن) 人 (مردم، مردمان) 事 (پرداختن، کار، امور) 天 (آسمان) 莫 (/لفظ عامل/تفصیلی‌ساز منفی/) 若 (مانند) 嗇 (صرفه‌جویی، کم‌خرجی) |
| اسماعیل رادپور   | ترجمهٔ مستقیم    | در فرمانروایی بر آدمیان و در کوشیدن به کارِ آسمان، هیچ‌چیز بهتر از صرفه‌جویی نیست.                                                                       |
| Zhang Zhongyuan  | متن انگلیسی     | In guiding people and working according to nature, It is best to follow renunciation.                                                                 |
| جّانگ جُّنگ‌یِوئِن     | ترجمهٔ ع. پاشایی | در هدایت مردمان و کار کردن موافق طبیعت، آن به که از ترک، پیروی کرده آید.                                                                              |
| Ursula K. LeGuin | متن انگلیسی     | In looking after your life and following the Way gather spirit.                                                                                       |
| اورسلا کی. له‌گین | ترجمهٔ ع. پاشایی | در مراقبت از زندگی و پیمودن راه جان را گرد آور. |
| Stephen Mitchell | متن انگلیسی     | For governing a country well there is nothing better than moderation.                                                                                 |
| استیون میشل      | ترجمهٔ قهرمانی   | برای خوب اداره کردن یک کشور چیزی سودمند تر از میانه‌روی نیست.                                                                                          |

از بند شصت‌ویکم
| متن چینی         | معنی کلمه‌به‌کلمه | 大者宜為下。 大 (بزرگ) 者 (/لفظ عامل/اسم‌ساز/نشانهٔ نهاد/) 宜 (بایستن، شایستن) 為 (شدن، کردن، بودن) 下 (پایین، زیر، پست). |
| اسماعیل رادپور   | ترجمهٔ مستقیم    | بزرگان می‌باید فروتنی نمایند.                                                                                            |
| Zhang Zhongyuan  | متن انگلیسی     | the greater nation must be humble.                                                                                      |
| جّانگ جُّنگ‌یِوئِن     | ترجمهٔ ع. پاشایی | ملت بزرگتر باید افتادگی پیشه کند.                                                                                       |
| Ursula K. LeGuin | متن انگلیسی     | /محذوف/ |
| اورسلا کی. له‌گین | ترجمهٔ ع. پاشایی | /محذوف/ |
| Stephen Mitchell | متن انگلیسی     | /محذوف/ |
| استیون میشل      | ترجمهٔ قهرمانی   | /محذوف/ |

## نمونه متن
۱ راه جاودان نیست، آن راهی که توانمش نمودن. نام جاودان نیست، آن نام که توانمش خواندن. بی‌نام، منشأ آسمان و زمین است. با نام، مادر ده هزار موجود است. (فصل اول)
۱۱ سی پره در مرکز چرخ به هم می‌آیند، آنجا که نیستند، ویژگی ارابه در آن است. از گل رس کاسه می‌سازیم، آنجا که گل نیست، فایده کاسه در آنجاست. با در و پنجره، خانه می‌سازیم. آنجا که در و پنجره نیست، فایده خانه آنجاست. اگر هست را نفعی باشد، فایده از نیست است. (فصل یازدهم)
۲۵ خاموش و بی‌انتها، به تنهایی همیشه پابرجا، دگرگونی در او راه نمی‌یابد، و نیز کوتاهی از او سر نمی‌زند، به همه چیز می‌رسد، و خستگی به وی راه نمی‌آید، در همه چیز ساری است. او مادر همه چیزهاست. نامش را نمی‌داند و او را نقشی از تائو خواهم زد. اگر تلاش کنم که برای او نامی برگزینم، نام بزرگ را برای او برخواهم گزید. بزرگ است اما نزدیک، و چون نزدیک است همه چیز به او بازمی‌گردد. تائو بزرگ است، آسمان بزرگ است، زمین بزرگ است، حکیم بزرگ است. در کیهان، چهار چیز بزرگند و شاه حکیم یکی از ایشان است. بشر راه‌های زمین را دنبال می‌کند، زمین راه‌های آسمان را، و آسمان راه‌های تائو را. تائو راه‌های خود را می‌پیماید. (فصل بیست و پنجم)
۴۲ تائو یک را زایید. یک، دو را. دو، سه را؛ و سه، بی‌شمار اشیاء را زایید. (فصل چهل و دوم)

در ادامه ترجمه‌ی فصل ۱۱ از کتاب دائو ده جینگ را با ترجمه سهند آقایی می‌خوانید:
سی پرّه در نقطه‌‌ی پرگاریِ چرخ 
به هم رسیده‌‌اند
از خالیِ میانشان
چرخ است بی‌گمان

سبو سرشته‌ی خاک است و آب و دست
از خالی درون آن
ظرف است بی‌گمان

خانه از چوب است و سنگ و خشت
آنجا که هیچ نیست
خوانی‌ست بی‌گمان

آنجا که هیچ نیست 
آنجاست چیزها 
نافِ زمین زمانه و  
ناف خزان، بهار 

سی پرّه در کشاکش و  
یک چرخ در گذار